# El hombre que se quiso matar (película de 1970)
El hombre que se quiso matar es una película española de la productora Coral P.C, considerada una comedia negra, dirigida por Rafael Gil sobre la novela homónima de Wenceslao Fernández Flórez. La película dura 91 minutos. El mismo director quiso crear en color una versión de una de película con el mismo título que ya había previamente llevado la historia al cine en 1942.

## Argumento
Federico Solá (Tony Leblanc) es un hombre maltratado por la vida. Ha sido despedido de su trabajo de profesor de latín y su novia Enriqueta (Mary Begoña) lo ha abandonado por un protésico dental. Decide entonces acabar con todo y tirarse por el acueducto de Segovia. En vano. Son varios los intentos infructuosos de acabar con su propia vida, hasta que un "caradura", interpretado por Alfonso del Real, se da cuenta de que su condición de suicida confeso lo sitúa en una situación privilegiada para sacar provecho, es decir, que le hace ver que quererse suicidar le hace más valiente y mejor que los demás. Al mismo tiempo, en el desarrollo de la película, conoce a la hija (Elisa Ramírez) del preboste local, de nombre Argüelles (Antonio Garisa), y se enamora de ella.

## Reparto de actores[1]
- Tony Leblanc como Federico Solá
- Antonio Garisa como Argüelles, preboste local
- Elisa Ramírez como la chica de la que se enamora Federico
- Rafael Alonso como Promotor inmobiliario
- Emma Cohen como Huésped hippie
- Aurora Redondo como Doña Amalia
- Goyo Lebrero como Portero del Círculo recreativo
- José Sacristán como Jorge Yarza
- Julia Caba como Patrona
- Alfonso del Real como Sr. Pujol
- Gabriel Llopart como Director del colegio
- Beni Deus como Ramón
- Mary Begoña como Enriqueta, la exnovia de Federico